# Deficiência em glucose-6-fosfato desidrogenase
A deficiência em Glicose-6-fosfato desidrogenase (G6PD) é uma doença hereditária recessiva ligada ao cromossomo X que, frequentemente, desencadeia uma anemia hemolítica.

## Sintomas
Os principais sintomas são: icterícia neonatal prolongada, crise hemolítica em resposta a certas drogas, certos alimentos e acidose diabética. As drogas que levam a um portador desenvolver os sintomas são: sulfonamida, analógos da vitamina K, sulfonas, antipiréticos, analgésicos e antimaláricos. O consumo de favas, ou feijão de fava, leva ao portador desenvolver uma crise hemolítica, esta crise hemolítica antes era chamada de "favismo".

## Fenótipo e História Natural
Como um distúrbio ligado ao cromossomo X, a deficiência de G6PD afeta predominantemente e mais gravemente os homens, sendo raros os casos de mulheres sintomáticas, que possuem os dois cromossomos X afetados. Porém as que herdam apenas um X afetado são portadoras assintomáticas na maioria das vezes, mas também podem apresentar alguns sintomas leves.

## Fisiologia
A G6PD catalisa o primeiro passo da via das pentoses fosfato, produzindo NADPH, que é crucial para a proteção das células contra o stress oxidativo. A G6PD é expressa em todos os tecidos, mas a sua deficiência manifesta-se essencialmente nas hemácias. 
O locus da G6PD localiza-se em Xq28. Os indivíduos afetados do sexo masculino (hemizigotos) e do sexo feminino (homozigotos) têm uma actividade enzimática reduzida, enquanto que os heterozigotos do sexo feminino têm uma expressão variável da enzima, habitualmente ausente ou moderada, dependendo da lionização (inativação) do cromossomo X. 
Muitas variantes alélicas foram já descritas sendo que a sua manifestação clínica depende da variante em causa; as mais frequentes são as variantes Mediterrâneas (forma grave), as variantes Africanas A- (forma moderada) e as variantes Mahidol (forma moderada) e Canton (forma grave) no sudeste asiático. As formas raras e mais graves da deficiência de G6PD existem em associação com anemia hemolítica não-esferocítica crónica.

## Diagnóstico
A deficiência de G6PD podem ter duas causas, a genética a qual o indivíduo é deficiente para o resto da vida ou a reprodução tardia a qual o indivíduo volta a ter níveis normais da enzima em um período de tempo.
O diagnóstico é feito durante a triagem neonatal, através do teste do pezinho ampliado. No Brasil o SUS normalmente realiza o teste do pezinho básico, que não detecta a Deficiência de Glicose-6-Fosfato Desidrogenase (G6PD) sendo isso um problema visto que a maioria das pessoas carentes são atendidas pelo SUS podendo conviver com a deficiência por anos sem nunca ter um diagnóstico correto.
Não específicos:
- Hemograma: o paciente com deficiência de G6PD pode ter uma anemia com presença de hemácias mordidas.
- Reticulócitos: aumentado devido a anemia hemolítica.
- Enzimas hepáticas: para excluir outras causas de icterícia.

Específicos:
- Teste genético de G6PD

## Prevenção
Prevenção propriamente dita
- Rastreamento neonatal em sangue de cordão umbilical em populações de risco

- Rastreamento familiar

- Evitar exposição a agentes desencadeantes de hemólise aguda

- Aconselhamento genético

- Tratamento precoce das infecções e da acidose

Problemas para a prevenção
- A deficiência de G6PD não pode ser prevenida porem seus sintomas podem ser evitados.

- Não se pode prevenir a icterícia neonatal

- Dificuldade em se prevenir as infecções

- Novas drogas: como saber seu potencial hemolítico?